# Окмалги (река)
Окма́лги (англ. Ocmulgee River, [oʊ̯kˈməlɡiː ˈɹɪvɚ]) — река в центральной части Джорджии на юго-востоке США, правая составляющая реки Олтамахо.
Длина реки составляет 410 км. Площадь водосборного бассейна — 6180 квадратных миль (16 000 км2).

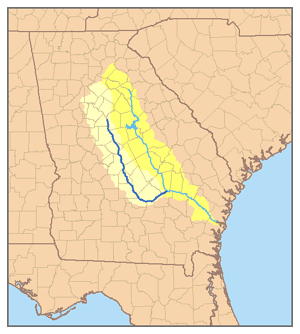
Бассейн реки выделен

## Описание
Окмалги берёт своё начало из водохранилища Джэксон-Лейк, протекает на юго-восток, в среднем течении пересекая Мейкон, и сливается с рекой Окони, образуя Олтамахо.
Благодаря относительно небольшому уклону: 24 см/км, река обладает спокойным нравом и тихим течением.